# Longobardia
Longobardia (tiếng Hy Lạp: Λογγοβαρδία, còn gọi là Λογγιβαρδία, Longibardia và Λαγουβαρδία, Lagoubardia), là một thuật ngữ Đông La Mã để chỉ các vùng lãnh thổ nằm dưới quyền kiểm soát của người Lombard ở Ý. Vào thế kỷ 9-10, nó còn là tên gọi của một tỉnh quân sự-dân sự Đông La Mã (hoặc thema) được biết đến với cái tên Thema Longobardia nằm ở đông nam nước Ý.

## Lịch sử
Thuật ngữ này theo truyền thống được sử dụng để chỉ những thuộc địa của Lombard, với nhà viết biên niên sử Theophanes Hiền sĩ đã phân biệt giữa "Đại Longobardia" (Hy Lạp: Μεγάλη Λογγοβαρδία; Latinh: Longobardia major), cụ thể là vương quốc Lombard ở miền bắc Ý, và "Tiểu Longobardia" (Latinh: Longobardia minor), chủ yếu nằm ở miền nam Ý gồm các công quốc của người Lombard như Spoleto, Salerno và Capua, các thuộc địa Đông La Mã và các thị quốc (Napoli, Gaeta và Amalfi) dưới quyền bá chủ của Đông La Mã.
Theo đúng nghĩa xác thực và chuyên môn thì tên gọi này nhằm chỉ thema của Đông La Mã bao phủ cả vùng hành chính Ý gồm Apulia và một phần Basilicata, thủ phủ đóng ở Bari. Nguồn gốc và sự phát triển chính xác vẫn chưa được rõ ràng hoàn toàn. Phủ trị thành lập đầu tiên có lẽ là một phân khu trực thuộc (tourma) của thema thuộc Cephallenia có niên đại khoảng năm 876, khi Bari được Đông La Mã khôi phục và sử dụng nó như là một căn cứ để tái lập quyền kiểm soát ở miền nam nước Ý, bị mất vào tay người Lombard và người Ả Rập trong các thế kỷ trước. Vào cuối thế kỷ 9, có vẻ như nó được quản lý chung với các themata châu Âu khác của Đế quốc Đông La Mã: năm 891 strategos của Longobardia đầu tiên được biết đến là Symbatikios, cũng là thống đốc Macedonia, Thracia và Cephallenia, trong khi người kế nhiệm ông là George lại cai quản Longobardia cùng chung với thema song thân của nó là Cephallenia. Một strategos đã cống hiến chỉ được chứng nhận từ năm 911. Năm 938 và 956, nó cũng xuất hiện hợp nhất với thema Calabria, mặc dù khoảng thời gian sắp xếp này vẫn chưa được rõ ràng. Ở mức độ nào đó thì khoảng từ sau năm 965, hai themata đã vĩnh viễn hợp nhất vào Catepanate của Ý mới với bản doanh của catepan vẫn đóng ở Bari.